# Maito Kawana
Maito Kawana (jap. 河名真偉斗 Kawana Maito; ur. 15 stycznia 2000) – japoński zapaśnik walczący w stylu klasycznym. Brązowy medalista mistrzostw Azji w 2023 roku.